# John L. Hennessy
John L. Hennessy (ur. 22 września 1952 w Huntington) – amerykański przedsiębiorca, nauczyciel akademicki, założyciel korporacji MIPS Technologies i Atheros, od 2000 do 2016 rektor Uniwersytetu Stanforda.
W 2018 otrzymał nagrodę Turinga